# Lešane
Lešane je jednou z 21 vesnic, které tvoří občinu Apače ve Slovinsku. Ve vesnici v roce 2002 žilo 182 obyvatel.

## Poloha, popis
Rozkládá se v Pomurském regionu na severovýchodě Slovinska.
Sídlo leží asi 1,5 km jižně od Apače, správního centra občiny. Rozloha vesnice je 1,71 km² [zdroj?] a nadmořská výška 279 m.
Při severním okraji katastru protéká potok Plitvica.